# Volo Mohawk Airlines 405
Il volo Mohawk Airlines 405 era un volo di linea della Mohawk Airlines operato da un Fairchild FH-227 con partenza dall'Aeroporto Internazionale La Guardia e destinazione l'Aeroporto Internazionale di Albany. Il 3 marzo 1972 durante l'avvicinamento all'Aeroporto di Albany, a causa di un problema tecnico mai identificato e da un errore del pilota, il Fokker precipitò al suolo provocando la morte di 15 passeggeri, due membri dell'equipaggio e di una persona a terra.

## Il velivolo
Il velivolo coinvolto nell'incidente era bimotore a pistoni Fairchild FH-227 con numero di registrazione N7818M e S/N 541 motorizzato da due Rolls-Royce Dart 532 con eliche Dowty Rotol. Il velivolo venne consegnato alla Mohawk nel maggio del 1967. Il Fokker era ai comandi del capitano Robert McAdam (44 anni) e del primo ufficiale William E. Matthews (38 anni).

## Il volo
Il Fokker decollò dall'Aeroporto LaGuardia alle 20:05 e proseguì senza alcuna anomalia fino alle 20:43 mentre era in procinto di atterrare all'Aeroporto di Albany. Il capitano infatti notò l'accensione della spia del malfunzionamento del pitch lock dell'elica del motore di sinistra e un aumento della temperatura dei gas di scarico. L'equipaggio decise quindi di spegnere il motore con la conseguente messa in bandiera dell'elica. Malgrado i tentativi dei piloti di mettere l'elica in bandiera così da ridurne l'attrito con l'aria l'elica rimaneva bloccata. McAdam, impegnato con il copilota Matthews a risolvere la situazione, non si accorse che il velivolo era sceso sotto l'altitudine minima del settore. Alle 20:48, sei secondi dopo che il controllore del traffico aereo informò l'equipaggio che erano a 4 miglia dall'aeroporto, il Fokker si schiantò a terra arrestandosi contro una casa. Il capitano, il secondo pilota e 14 passeggeri morirono sul colpo, assieme all'abitante della casa.

## L'inchiesta
Per accertare le cause dell'incidente venne nominata una commissione di inchiesta presieduta dalla NTSB. Le commissione poté contare sul supporto delle registrazioni della scatola nera (FDR) e del Cockpit Voice Recorder (CVR) e sulle testimonianze dei passeggeri sopravvissuti. Dalle registrazioni emerse il problema avuto dall'equipaggio nel mettere in bandiera l'elica del motore di sinistra. Per questo vennero analizzati e testati gli organismi di moto dell'elica sinistra. Gli esiti dei test però diedero esito positivo; non c'era alcuna anomalia nel meccanismo di messa in bandiera dell'elica. La causa dello schianto invece è da attribuire ad una perdita di orientamento da parte dell'equipaggio che era concentrato a risolvere il problema all'elica e non si accorse che il velivolo era sceso sotto l'altitudine minima di settore.